# Sezonul de Formula 1 din 2020
Campionatul Mondial de Formula 1 din 2020 a fost cel de-al 74-lea sezon al curselor auto pentru mașinile de Formula 1, recunoscut de organismul de conducere al sportului internațional, Federația Internațională de Automobilism, ca fiind competiția de cea mai înaltă clasă pentru mașinile de curse. A inclus cea de-a 71-a ediție a Campionatului Mondial al Piloților, și a 63-a ediție a Campionatului Mondial al Constructorilor. Sezonul a fost disputat pe parcursul a șaptesprezece curse, începând cu Marele Premiu al Austriei pe 5 iulie și terminându-se cu Marele Premiu de la Abu Dhabi pe 13 decembrie.
Inițial, sezonul urma să înceapă pe 15 martie cu Marele Premiu al Australiei. Calendarul trebuia să conțină un record de 22 de Mari Premii, dar un număr de 13 curse au fost anulate. Datorită imposibilității desfășurării curselor în afara Europei, au fost adăugate noi curse din Europa în calendar precum cea din Toscana, Eifel, Portugalia, Emilia-Romagna și Turcia. Astfel, acest calendar s-a desfășurat în cel mai scurt interval din 1966 încoace (6 luni, din iulie până în decembrie), iar ultima oară când un campionat mondial a avut 17 curse a fost în 2009.
În etapa a XIII-a a acestui sezon, în Marele Premiu al Emiliei-Romagna, echipa Mercedes și-a adjudecat matematic titlul din acest sezon, astfel că își adaugă în palmares cel de-al șaptelea titlu la constructori și doboară un nou record, Cele mai multe titluri consecutive (7) - între sezoanele 2014 și 2020 -. Precedentul record a fost deținut de Ferrari, cea care a câștigat șase titluri consecutive între sezoanele 1999 și 2004.
După ce a câștigat cursa a XIV-a a acestui sezon, Marele Premiu al Turciei, Lewis Hamilton și-a asigurat cel de-al șaptelea său titlu de campion mondial în palmares, egalând totodată recordul lui Michael Schumacher de cele mai multe titluri câștigate, record ce data din 2004.

## Piloții și echipele înscrise în campionat
Piloții și echipele următoare au fost incluse în sezonul din 2020 al campionatului. Echipele au concurat cu anvelopele furnizate de Pirelli.
| Imagine                            | Concurent                       | Constructor       | Unitate de putere   | Șasiu  | Piloți   | Piloți                                             | Piloți                        |
| Imagine                            | Concurent                       | Constructor       | Unitate de putere   | Șasiu  | Nr.      | Numele pilotului                                   | Etape                         |
| ---------------------------------- | ------------------------------- | ----------------- | ------------------- | ------ | -------- | -------------------------------------------------- | ----------------------------- |
| Mercedes-AMG F1 W11 EQ Performance | Mercedes-AMG Petronas F1 Team   | Mercedes          | Mercedes-AMG F1 M11 | F1 W11 | 44 63 77 | Lewis Hamilton George Russell Valtteri Bottas      | 1-15, 17 16 Toate             |
| Ferrari SF1000                     | Scuderia Ferrari Mission Winnow | Ferrari           | Ferrari 065         | SF1000 | 5 16     | Sebastian Vettel Charles Leclerc                   | Toate                         |
| Red Bull Racing RB16               | Aston Martin Red Bull Racing    | Red Bull Racing   | Honda RA620H        | RB16   | 23 33    | Alexander Albon Max Verstappen                     | Toate                         |
| McLaren MCL35                      | McLaren F1 Team                 | McLaren           | Renault E-Tech 20   | MCL35  | 4 55     | Lando Norris Carlos Sainz Jr.                      | Toate                         |
| Renault R.S.20                     | Renault DP World F1 Team        | Renault           | Renault R.E.20      | R.S.20 | 3 31     | Daniel Ricciardo Esteban Ocon                      | Toate                         |
| AlphaTauri AT01                    | Scuderia AlphaTauri Honda       | AlphaTauri        | Honda RA620H        | AT01   | 10 26    | Pierre Gasly Daniil Kveat                          | Toate                         |
| Racing Point RP20                  | BWT Racing Point F1 Team        | Racing Point      | BWT Mercedes        | RP20   | 11 18 27 | Sergio Pérez Lance Stroll Nico Hülkenberg          | 1-3, 6-17 1-10, 12-17 4-5, 11 |
| Alfa Romeo Racing C39              | Alfa Romeo Racing ORLEN         | Alfa Romeo Racing | Ferrari 065         | C39    | 7 99     | Kimi Räikkönen Antonio Giovinazzi                  | Toate                         |
| Haas VF-20                         | Haas F1 Team                    | Haas              | Ferrari 065         | VF-20  | 8 20 51  | Romain Grosjean Kevin Magnussen Piettro Fittipaldi | 1-15 Toate 16-17              |
| Williams FW43                      | Williams Racing                 | Williams          | Mercedes-AMG F1 M11 | FW43   | 6 63 89  | Nicholas Latifi George Russell Jack Aitken         | Toate 1-15, 17 16             |
| Surse:                             |                                 |                   |                     |        |          |                                                    |                               |

### Schimbări la piloți
Esteban Ocon a semnat un contract cu  Renault, înlocuindu-l astfel pe Nico Hülkenberg, ceea ce înseamnă că Ocon se va întoarce la un loc de cursă în Formula 1 pentru prima dată din 2018. Robert Kubica a plecat de la Williams la sfârșitul lui 2019 și a semnat cu Alfa Romeo Racing ca pilot de teste, combinând rolul cu un loc în Deutsche Tourenwagen Masters. Nicholas Latifi, care a terminat pe locul 2 în Sezonul de Formula 2 din 2019, l-a înlocuit pe Kubica la Williams în sezonul său de debut în Formula 1.

#### Schimbări în timpul sezonului
Cu o zi înainte de weekendul Marelui Premiu al Marii Britanii, pilotul echipei Racing Point, Sergio Pérez, a fost testat pozitiv pentru coronavirus și a fost exclus din weekendul cursei. În conformitate cu cerințele guvernului britanic pentru ca cei cu boala să se auto-izoleze timp de zece zile Pérez a ratat și Marele Premiu al Aniversării de 70 de ani. El a fost înlocuit de Nico Hülkenberg care a concurat pentru predecesoarea echipei, Force India, în 2012 și în perioada 2014-2016, și a participat ultima dată în Formula 1 la Marele Premiu de la Abu Dhabi din 2019.
Lance Stroll, coechipierul lui Pérez de la Racing Point, s-a simțit rău înainte de Marele Premiu de la Eifel, ulterior confirmat pozitiv la testul covid 19, iar Hülkenberg a pilotat din nou pentru echipă.
Romain Grosjean a suferit un accident în primul tur al Marelui Premiu al Bahrainului unde mașina sa s-a izbit de parapet și s-a rupt în două, rezultând într-un foc ce l-a ținut captiv 20 de secunde, dar, din fericire, a ieșit singur din mașină doar cu câteva arsuri la mâini și la picioare, drept urmare a fost transportat la spital. A fost anunțat că el nu va concura în următoarea cursă, Marele Premiu al Sakhirului, și va fi înlocuit de pilotul de rezervă, Pietro Fittipaldi, nepotul dublului campion mondial de Formula 1, Emerson Fittipaldi. Ulterior, Grosjean a anunțat că va rata și ultima cursă a sezonului, Marele Premiu de la Abu Dhabi.
La o zi după Marele Premiu al Turciei, Lewis Hamilton a fost testat pozitiv pentru coronavirus și va lipsi din Marele Premiu al Sakhirului. Pilotul echipei Williams, George Russell, a fost anunțat ca fiind înlocuitorul său. În locul lui Russell, pilotul de rezervă al echipei, Jack Aitken, a concurat.

## Calendar

Națiunile care au găzduit curse de Formula 1 în 2020 sunt arătate în verde. Națiunile care au găzduit curse de Formula 1 în trecut sunt arătate în gri închis

Douăzeci și două de Mari Premii trebuiau să fie desfășurate ca parte a Campionatului Mondial din 2020. Însă, din cauza Pandemiei de COVID-19, treisprezece curse au fost anulate, iar în locul lor au fost adăugate opt curse, fie noi, fie readuse în calendar. Circuitele din Austria, Marea Britanie și Bahrain au semnat contracte pentru organizarea a două curse în weekenduri consecutive. În final, a fost confirmat un calendar reprogramat cu șaptesprezece curse.
| 1.                                                   | 2.                                       | 3.                                           | 4.                                           |
| ---------------------------------------------------- | ---------------------------------------- | -------------------------------------------- | -------------------------------------------- |
| Marele Premiu al Austriei 3-5 iulie                  | Marele Premiu al Stiriei 10-12 iulie     | Marele Premiu al Ungariei 17-19 iulie        | Marele Premiu al Marii Britanii 31 iul-2 aug |
| Red Bull Ring (P)                                    | Red Bull Ring (P)                        | Hungaroring (P)                              | Silverstone (P)                              |
| 5.                                                   | 6.                                       | 7.                                           | 8.                                           |
| Marele Premiu al Aniversării de 70 de ani 7-9 august | Marele Premiu al Spaniei 14-16 august    | Marele Premiu al Belgiei 28-30 august        | Marele Premiu al Italiei 4-6 septembrie      |
| Silverstone (P)                                      | Catalunya (P)                            | Spa-Francorchamps (P)                        | Monza (P)                                    |
| 9.                                                   | 10.                                      | 11.                                          | 12.                                          |
| Marele Premiu al Toscanei 11-13 septembrie           | Marele Premiu al Rusiei 25-27 septembrie | Marele Premiu de la Eifel 9-11 octombrie     | Marele Premiu al Portugaliei 23-25 octombrie |
| Mugello (P)                                          | Soci (P)                                 | Nürburgring (P)                              | Algarve (P)                                  |
| 13.                                                  | 14.                                      | 15.                                          | 16.                                          |
| Marele Premiu al Emiliei-Romagna 30 oct-1 noi        | Marele Premiu al Turciei 13-15 noiembrie | Marele Premiu al Bahrainului 27-29 noiembrie | Marele Premiu al Sakhirului 4-6 decembrie    |
| Imola (P)                                            | Istanbul Park (P)                        | Bahrain (P)                                  | Bahrain (P)                                  |
| 17.                                                  |                                          |                                              |                                              |
| Marele Premiu de la Abu Dhabi 11-13 decembrie        |                                          |                                              |                                              |
| Yas Marina (P)                                       |                                          |                                              |                                              |
| (P) - pistă; (S) - stradă. Surse:                    |                                          |                                              |                                              |

Următoarele runde au fost incluse în calendarul inițial publicat de Consiliul Mondial al Sporturilor cu Motor, dar au fost anulate ca răspuns la pandemia de COVID-19:
| Mare Premiu                           | Circuit                | Data inițială |
| ------------------------------------- | ---------------------- | ------------- |
| Marele Premiu al Australiei           | Albert Park (S)        | 15 martie     |
| Marele Premiu al Principatului Monaco | Monaco (S)             | 24 mai        |
| Marele Premiu al Franței              | Paul Ricard (P)        | 28 iunie      |
| Marele Premiu al Țărilor de Jos       | Zandvoort (P)          | 3 mai         |
| Marele Premiu al Azerbaidjanului      | Baku (S)               | 7 iunie       |
| Marele Premiu al Japoniei             | Suzuka (P)             | 11 octombrie  |
| Marele Premiu al statului Singapore   | Marina Bay (S)         | 20 septembrie |
| Marele Premiu al Statelor Unite       | Americilor (P)         | 25 octombrie  |
| Marele Premiu de la Ciudad de México  | Hermanos Rodríguez (P) | 1 noiembrie   |
| Marele Premiu al Braziliei            | Interlagos (P)         | 15 noiembrie  |
| Marele Premiu al Canadei              | Gilles Villeneuve (S)  | 14 iunie      |
| Marele Premiu al Chinei               | Shanghai (P)           | 19 aprilie    |
| Marele Premiu al Vietnamului          | Hanoi (S)              | 5 aprilie     |
| Sursa:                                |                        |               |

### Schimbări în calendar
Inițial, Marele Premiu al Chinei trebuia să se desfășoare pe 19 aprilie, fiind a 4-a rundă din campionat, însă FIA a amânat cursa din cauza izbucnirii Coronavirusului, după urmând ca și cursele din Bahrain, Vietnam, Spania, Azerbaidjan și Canada să fie amânate.
Marele Premiu al Australiei urma să aibă loc la 15 martie, fiind primul mare premiu din acest sezon, însă a fost anulat în urma pandemiei de COVID-19. Deși organizatorii au fost încrezători că sezonul va începe la sfârșitul lui mai, Marele Premiu al Principatului Monaco a fost anulat împreună cu Marele Premiu al Franței, iar cea de-a șaptea cursă amânată fiind Marele Premiu al Canadei, astfel că prima cursă a sezonului a fost cea din Austria.

## Pneuri
| MP              | C1 | C2 | C3 | C4 | C5 |
| --------------- | -- | -- | -- | -- | -- |
| AUT             |    | H  | M  | S  |    |
| STI             |    | H  | M  | S  |    |
| HUN             |    | H  | M  | S  |    |
| GBR             | H  | M  | S  |    |    |
| 70A             |    | H  | M  | S  |    |
| ESP             | H  | M  | S  |    |    |
| BEL             |    | H  | M  | S  |    |
| ITA             |    | H  | M  | S  |    |
| TOS             | H  | M  | S  |    |    |
| RUS             |    |    | H  | M  | S  |
| EIF             |    | H  | M  | S  |    |
| PRT             | H  | M  | S  |    |    |
| EMR             |    | H  | M  | S  |    |
| TUR             | H  | M  | S  |    |    |
| BHR             |    | H  | M  | S  |    |
| SKR             |    | H  | M  | S  |    |
| ABU             |    |    | H  | M  | S  |
| Sursa: Pirelli. |    |    |    |    |    |

După analizarea tuturor rezultatelor și evaluărilor echipei din testul de la Abu Dhabi, a fost efectuat un vot pentru caietul de sarcini pentru sezonul 2020 în conformitate cu articolul 12.6.1 din reglementările tehnice. Votul a avut ca rezultat o decizie unanimă a echipelor de Formula 1 de a menține pneurile cu specificație din 2019 pentru sezonul 2020.
| C1     |                 | Dur (Alb)       | Does not appear | Does not appear     | Does not appear     | Does not appear     | Uscat                | 1   | 5   |
| C2     |                 | Dur (Alb)       | Mediu (Galben)  | Does not appear     | Does not appear     | 2                   | Uscat                | 4   |     |
| C3     |                 | Dur (Alb)       | Mediu (Galben)  | Moale (Roșu)        | 3                   | 3                   | Uscat                |     |     |
| C4     | Does not appear | Does not appear | Mediu (Galben)  | Moale (Roșu)        | 4                   | 2                   | Uscat                |     |     |
| C5     | Does not appear | Does not appear | Does not appear | Does not appear     | 5                   | 1                   | Uscat                |     |     |
| –      |                 |                 |                 | Intermediar (Verde) | Intermediar (Verde) | Intermediar (Verde) | Umed (Ploaie ușoară) | N/A | N/A |
| –      |                 |                 |                 | Umed (Albastru)     | Umed (Albastru)     | Umed (Albastru)     | Umed (Ploaie)        | N/A | N/A |
| Sursa: |                 |                 |                 |                     |                     |                     |                      |     |     |

Au existat șapte compuși ai anvelopelor disponibile pentru sezonul 2020. Doi dintre aceștia au fost destinați condusului pe vreme umedă, intermediarul (indicat de un perete lateral verde) pentru condiții de ploaie ușoară, și complet umed (indicat de un perete lateral albastru) pentru ape stătătoare. Aceștia au fost disponibili tuturor echipelor la fiecare Mare Premiu. Restul de cinci compuși ai anvelopelor au fost pentru vreme uscată și sunt denumiți C1 până la C5, C1 fiind cea mai dură anvelopă ceea ce înseamnă că oferă cea mai mică aderență, dar este cea mai durabilă, iar C5 fiind cea mai moale având cea mai mare aderență, dar fiind cea mai puțin rezistentă. Cei cinci compuși ai anvelopelor formează o scară glisantă a durabilității și a nivelurilor de aderență pe asfalt.
Pirelli a desemnat trei dintre compușii care au fost rulați la fiecare cursă. Dintre acești trei, compusul cel mai rezistent a fost numit cauciucul dur (hard) pentru acel weekend și a fost notat de un perete lateral alb, în timp ce cel mai aderent compus a fost denumit moale (soft) și a fost notat de un perete lateral roșu, cu a treia dintre anvelopele nominalizate numită anvelopa medie (medium) care a fost notată de un perete lateral galben.

## Rezultate și clasamente

### Marile Premii
| Etapa | Mare Premiu                    | Pole position   | Cel mai rapid tur | Pilotul câștigător | Constructorul câștigător  | Raport | Lider | Lider |
| Etapa | Mare Premiu                    | Pole position   | Cel mai rapid tur | Pilotul câștigător | Constructorul câștigător  | Raport | Pilot | Dif.  |
| ----- | ------------------------------ | --------------- | ----------------- | ------------------ | ------------------------- | ------ | ----- | ----- |
| 1     | MP al Austriei                 | Valtteri Bottas | Lando Norris      | Valtteri Bottas    | Mercedes                  | Raport | BOT   | 7     |
| 2     | MP al Stiriei                  | Lewis Hamilton  | Carlos Sainz Jr.  | Lewis Hamilton     | Mercedes                  | Raport | BOT   | 6     |
| 3     | MP al Ungariei                 | Lewis Hamilton  | Lewis Hamilton    | Lewis Hamilton     | Mercedes                  | Raport | HAM   | 7     |
| 4     | MP al Marii Britanii           | Lewis Hamilton  | Max Verstappen    | Lewis Hamilton     | Mercedes                  | Raport | HAM   | 30    |
| 5     | MP al Aniversării de 70 de ani | Valtteri Bottas | Lewis Hamilton    | Max Verstappen     | Red Bull Racing-Honda     | Raport | HAM   | 30    |
| 6     | MP al Spaniei                  | Lewis Hamilton  | Valtteri Bottas   | Lewis Hamilton     | Mercedes                  | Raport | HAM   | 37    |
| 7     | MP al Belgiei                  | Lewis Hamilton  | Daniel Ricciardo  | Lewis Hamilton     | Mercedes                  | Raport | HAM   | 47    |
| 8     | MP al Italiei                  | Lewis Hamilton  | Lewis Hamilton    | Pierre Gasly       | AlphaTauri-Honda          | Raport | HAM   | 47    |
| 9     | MP al Toscanei                 | Lewis Hamilton  | Lewis Hamilton    | Lewis Hamilton     | Mercedes                  | Raport | HAM   | 55    |
| 10    | MP al Rusiei                   | Lewis Hamilton  | Valtteri Bottas   | Valtteri Bottas    | Mercedes                  | Raport | HAM   | 44    |
| 11    | MP de la Eifel                 | Valtteri Bottas | Max Verstappen    | Lewis Hamilton     | Mercedes                  | Raport | HAM   | 69    |
| 12    | MP al Portugaliei              | Lewis Hamilton  | Lewis Hamilton    | Lewis Hamilton     | Mercedes                  | Raport | HAM   | 77    |
| 13    | MP al Emiliei-Romagna          | Valtteri Bottas | Lewis Hamilton    | Lewis Hamilton     | Mercedes                  | Raport | HAM   | 85    |
| 14    | MP al Turciei                  | Lance Stroll    | Lando Norris      | Lewis Hamilton     | Mercedes                  | Raport | HAM   | 110   |
| 15    | MP al Bahrainului              | Lewis Hamilton  | Max Verstappen    | Lewis Hamilton     | Mercedes                  | Raport | HAM   | 131   |
| 16    | MP al Sakhirului               | Valtteri Bottas | George Russell    | Sergio Pérez       | Racing Point-BWT Mercedes | Raport | HAM   | 127   |
| 17    | MP de la Abu Dhabi             | Max Verstappen  | Daniel Ricciardo  | Max Verstappen     | Red Bull Racing-Honda     | Raport | HAM   | 124   |

### Sistemul de punctaj
Punctele sunt acordate primilor zece piloți care au terminat în fiecare cursă, folosind următoarea structură:
| Loc    | 1  | 2  | 3  | 4  | 5  | 6 | 7 | 8 | 9 | 10 | CMRT |
| Puncte | 25 | 18 | 15 | 12 | 10 | 8 | 6 | 4 | 2 | 1  | 1    |

Pentru a obține toate punctele, câștigătorul cursei trebuie să termine cel puțin 75% din distanța programată. Jumătate de puncte sunt acordate dacă câștigătorul cursei termină mai puțin de 75% din distanță, cu condiția terminării a cel puțin două tururi complete. În cazul de egalitate la încheierea campionatului, se folosește un sistem de numărătoare, cel mai bun rezultat fiind folosit pentru a decide clasamentul final.
Note
- ^1 - În cazul în care nu sunt încheiate două tururi complete, nu se acordă nici un punct și cursa este abandonată.
- ^2 - În cazul în care doi sau mai mulți piloți realizează același cel mai bun rezultat de un număr egal de ori, se va folosi următorul cel mai bun rezultat. Dacă doi sau mai mulți piloți vor avea un număr egal de rezultate de un număr egal de ori, FIA va nominaliza câștigătorul conform unor criterii pe care le va considera potrivite.[41]

### Clasament Campionatul Mondial al Piloților
| Poz.   | Pilot              | AUT | STI | HUN  | GBR | 70A | ESP | BEL | ITA  | TOS  | RUS | EIF | PRT  | EMR | TUR | BHR | SKR | ABU | Pct.   |
| Poz.   | Pilot              |     |     |      |     |     |     |     |      |      |     |     |      |     |     |     |     |     | Pct.   |
| ------ | ------------------ | --- | --- | ---- | --- | --- | --- | --- | ---- | ---- | --- | --- | ---- | --- | --- | --- | --- | --- | ------ |
| 1      | Lewis Hamilton     | 4   | 1P  | 1P R | 1P  | 2R  | 1P  | 1P  | 7P R | 1P R | 3P  | 1   | 1P R | 1R  | 1   | 1P  |     | 3   | 347    |
| 2      | Valtteri Bottas    | 1P  | 2   | 3    | 11  | 3P  | 3R  | 2   | 5    | 2    | 1R  | AbP | 2    | 2P  | 14  | 8   | 8P  | 2   | 223    |
| 3      | Max Verstappen     | Ab  | 3   | 2    | 2R  | 1   | 2   | 3   | Ab   | Ab   | 2   | 2R  | 3    | Ab  | 6   | 2R  | Ab  | 1P  | 214    |
| 4      | Sergio Pérez       | 6   | 6   | 7    |     |     | 5   | 10  | 10   | 5    | 4   | 4   | 7    | 6   | 2   | 18* | 1   | Ab  | 125    |
| 5      | Daniel Ricciardo   | Ab  | 8   | 8    | 4   | 14  | 11  | 4R  | 6    | 4    | 5   | 3   | 9    | 3   | 10  | 7   | 5   | 7R  | 119    |
| 6      | Carlos Sainz Jr.   | 5   | 9R  | 9    | 13  | 13  | 6   | NS  | 2    | Ab   | Ab  | 5   | 6    | 7   | 5   | 5   | 4   | 6   | 105    |
| 7      | Alexander Albon    | 13* | 4   | 5    | 8   | 5   | 8   | 6   | 15   | 3    | 10  | Ab  | 12   | 15  | 7   | 3   | 6   | 4   | 105    |
| 8      | Charles Leclerc    | 2   | Ab  | 11   | 3   | 4   | Ab  | 14  | Ab   | 8    | 6   | 7   | 4    | 5   | 4   | 10  | Ab  | 13  | 98     |
| 9      | Lando Norris       | 3R  | 5   | 13   | 5   | 9   | 10  | 7   | 4    | 6    | 15  | Ab  | 13   | 8   | 8R  | 4   | 10  | 5   | 97     |
| 10     | Pierre Gasly       | 7   | 15  | Ab   | 7   | 11  | 9   | 8   | 1    | Ab   | 9   | 6   | 5    | Ab  | 13  | 6   | 11  | 8   | 75     |
| 11     | Lance Stroll       | Ab  | 7   | 4    | 9   | 6   | 4   | 9   | 3    | Ab   | Ab  |     | Ab   | 13  | 9P  | Ab  | 3   | 10  | 75     |
| 12     | Esteban Ocon       | 8   | Ab  | 14   | 6   | 8   | 13  | 5   | 8    | Ab   | 7   | Ab  | 8    | Ab  | 11  | 9   | 2   | 9   | 62     |
| 13     | Sebastian Vettel   | 10  | Ab  | 6    | 10  | 12  | 7   | 13  | Ab   | 10   | 13  | 11  | 10   | 12  | 3   | 13  | 12  | 14  | 33     |
| 14     | Daniil Kveat       | 12* | 10  | 12   | Ab  | 10  | 12  | 11  | 9    | 7    | 8   | 15  | 19   | 4   | 12  | 11  | 7   | 11  | 32     |
| 15     | Nico Hülkenberg    |     |     |      | NS  | 7   |     |     |      |      |     | 8   |      |     |     |     |     |     | 10     |
| 16     | Kimi Räikkönen     | Ab  | 11  | 16   | 17  | 15  | 14  | 12  | 13   | 9    | 14  | 12  | 11   | 9   | 15  | 15  | 14  | 12  | 4      |
| 17     | Antonio Giovinazzi | 9   | 14  | 17   | 14  | 17  | 16  | Ab  | 16   | Ab   | 11  | 10  | 15   | 10  | Ab  | 16  | 13  | 16  | 4      |
| 18     | George Russell     | Ab  | 16  | 18   | 12  | 18  | 17  | Ab  | 14   | 11   | 18  | Ab  | 14   | Ab  | 16  | 12  | 9R  | 15  | 3      |
| 19     | Romain Grosjean    | Ab  | 13  | 15   | 16  | 16  | 19  | 15  | 12   | 12   | 17  | 9   | 17   | 14  | Ab  | Ab  |     |     | 2      |
| 20     | Kevin Magnussen    | Ab  | 12  | 10   | Ab  | Ab  | 15  | 17  | Ab   | Ab   | 12  | 13  | 16   | Ab  | 17* | 17  | 15  | 18  | 1      |
| 21     | Nicholas Latifi    | 11  | 17  | 19   | 15  | 19  | 18  | 16  | 11   | Ab   | 16  | 14  | 18   | 11  | Ab  | 14  | Ab  | 17  | 0      |
| 22     | Jack Aitken        |     |     |      |     |     |     |     |      |      |     |     |      |     |     |     | 16  |     | 0      |
| 23     | Piettro Fittipaldi |     |     |      |     |     |     |     |      |      |     |     |      |     |     |     | 17  | 19  | 0      |
| Poz.   | Pilot              | AUT | STI | HUN  | GBR | 70A | ESP | BEL | ITA  | TOS  | RUS | EIF | PRT  | EMR | TUR | BHR | SKR | ABU | Puncte |
| Surse: |                    |     |     |      |     |     |     |     |      |      |     |     |      |     |     |     |     |     |        |

| Legendă      | Legendă                                                |
| Culoare      | Rezultat                                               |
| ------------ | ------------------------------------------------------ |
| Auriu        | Câștigător                                             |
| Argintiu     | Locul 2                                                |
| Bronz        | Locul 3                                                |
| Verde        | Alte locuri care punctează                             |
| Albastru     | Alte locuri                                            |
| Albastru     | Nu s-a clasat, dar a terminat cursa (NC)               |
| Purpuriu     | A abandonat cursa (Ab)                                 |
| Negru        | Descalificat (DSC)                                     |
| Alb          | Nu a luat startul (NS)                                 |
| Roșu         | Nu s-a calificat (NSC)                                 |
| Fără culoare | Retras înainte de calificări (Ret)                     |
| Fără culoare | Exclus (EX)                                            |
| Fără culoare | Nu a participat (celulă goală)                         |
| Adnotare     | Însemnătate                                            |
| P            | Pole position                                          |
| R            | Cel mai rapid tur                                      |
| *            | Nu a terminat, dar a parcurs mai mult de 90% din cursă |

### Clasament Campionatul Mondial al Constructorilor
| Poz.   | Constructor               | AUT | STI | HUN  | GBR | 70A | ESP | BEL | ITA  | TOS  | RUS | EIF | PRT  | EMR | TUR | BHR | SKR | ABU | Pct.      |
| Poz.   | Constructor               |     |     |      |     |     |     |     |      |      |     |     |      |     |     |     |     |     | Pct.      |
| ------ | ------------------------- | --- | --- | ---- | --- | --- | --- | --- | ---- | ---- | --- | --- | ---- | --- | --- | --- | --- | --- | --------- |
| 1      | Mercedes                  | 1P  | 1P  | 1P R | 1P  | 2R  | 1P  | 1P  | 5    | 1P R | 1R  | 1   | 1P R | 1R  | 1   | 1P  | 8P  | 2   | 573       |
| 1      | Mercedes                  | 4   | 2   | 3    | 11  | 3P  | 3R  | 2   | 7P R | 2    | 3P  | AbP | 2    | 2P  | 14  | 8   | 9R  | 3   | 573       |
| 2      | Red Bull Racing-Honda     | 13* | 3   | 2    | 2R  | 1   | 2   | 3   | 15   | 3    | 2   | 2R  | 3    | 15  | 6   | 2R  | 6   | 1P  | 319       |
| 2      | Red Bull Racing-Honda     | Ab  | 4   | 5    | 8   | 5   | 8   | 6   | Ab   | Ab   | 10  | Ab  | 15   | Ab  | 7   | 3   | Ab  | 4   | 319       |
| 3      | McLaren-Renault           | 3R  | 5   | 9    | 5   | 9   | 6   | 7   | 2    | 6    | 15  | 5   | 6    | 7   | 5   | 4   | 4   | 5   | 202       |
| 3      | McLaren-Renault           | 5   | 9R  | 13   | 13  | 13  | 10  | NS  | 4    | Ab   | Ab  | Ab  | 13   | 8   | 8R  | 5   | 10  | 6   | 202       |
| 4      | Racing Point-BWT Mercedes | 6   | 6   | 4    | 9   | 6   | 4   | 9   | 3    | 5    | 4   | 4   | 7    | 6   | 2   | 18* | 1   | 10  | 195 (210) |
| 4      | Racing Point-BWT Mercedes | Ab  | 7   | 7    | NS  | 7   | 5   | 10  | 10   | Ab   | Ab  | 8   | Ab   | Ab  | 9P  | Ab  | 3   | Ab  | 195 (210) |
| 5      | Renault                   | 8   | 8   | 8    | 4   | 8   | 11  | 4R  | 6    | 4    | 5   | 3   | 8    | 3   | 10  | 7   | 2   | 7   | 181       |
| 5      | Renault                   | Ab  | Ab  | 14   | 6   | 14  | 13  | 5   | 8    | Ab   | 7   | Ab  | 9    | Ab  | 11  | 9   | 5   | 9   | 181       |
| 6      | Ferrari                   | 2   | Ab  | 6    | 3   | 4   | 7   | 13  | Ab   | 8    | 6   | 7   | 4    | 5   | 3   | 10  | 12  | 13  | 131       |
| 6      | Ferrari                   | 10  | Ab  | 11   | 10  | 12  | Ab  | 14  | Ab   | 10   | 13  | 11  | 10   | 12  | 4   | 13  | Ab  | 14  | 131       |
| 7      | AlphaTauri-Honda          | 7   | 10  | 12   | 7   | 10  | 9   | 8   | 1    | 7    | 8   | 6   | 5    | 4   | 12  | 6   | 7   | 8   | 107       |
| 7      | AlphaTauri-Honda          | 12* | 15  | Ab   | Ab  | 11  | 12  | 11  | 9    | Ab   | 9   | 15  | 19   | Ab  | 13  | 11  | 11  | 11  | 107       |
| 8      | Alfa Romeo Racing-Ferrari | 9   | 11  | 16   | 14  | 15  | 14  | 12  | 13   | 9    | 11  | 10  | 11   | 9   | 15  | 15  | 13  | 12  | 8         |
| 8      | Alfa Romeo Racing-Ferrari | Ab  | 14  | 17   | 17  | 17  | 16  | Ab  | 16   | Ab   | 14  | 12  | 15   | 10  | Ab  | 16  | 14  | 16  | 8         |
| 9      | Haas-Ferrari              | Ab  | 12  | 10   | 16  | 16  | 15  | 15  | 12   | 12   | 12  | 9   | 16   | 14  | 17* | 17  | 15  | 18  | 3         |
| 9      | Haas-Ferrari              | Ab  | 13  | 15   | Ab  | Ab  | 19  | 17  | Ab   | Ab   | 17  | 13  | 17   | Ab  | Ab  | Ab  | 17  | 19  | 3         |
| 10     | Williams-Mercedes         | 11  | 16  | 18   | 12  | 18  | 17  | 16  | 11   | 11   | 16  | 14  | 14   | 11  | 16  | 12  | 16  | 15  | 0         |
| 10     | Williams-Mercedes         | Ab  | 17  | 19   | 15  | 19  | 18  | Ab  | 14   | Ab   | 18  | Ab  | 18   | Ab  | Ab  | 14  | Ab  | 17  | 0         |
| Poz.   | Constructor               | AUT | STI | HUN  | GBR | 70A | ESP | BEL | ITA  | TOS  | RUS | EIF | PRT  | EMR | TUR | BHR | SKR | ABU | Puncte    |
| Surse: |                           |     |     |      |     |     |     |     |      |      |     |     |      |     |     |     |     |     |           |

| Legendă      | Legendă                                                |
| Culoare      | Rezultat                                               |
| ------------ | ------------------------------------------------------ |
| Auriu        | Câștigător                                             |
| Argintiu     | Locul 2                                                |
| Bronz        | Locul 3                                                |
| Verde        | Alte locuri care punctează                             |
| Albastru     | Alte locuri                                            |
| Albastru     | Nu s-a clasat, dar a terminat cursa (NC)               |
| Purpuriu     | A abandonat cursa (Ab)                                 |
| Negru        | Descalificat (DSC)                                     |
| Alb          | Nu a luat startul (NS)                                 |
| Roșu         | Nu s-a calificat (NSC)                                 |
| Fără culoare | Retras înainte de calificări (Ret)                     |
| Fără culoare | Exclus (EX)                                            |
| Fără culoare | Nu a participat (celulă goală)                         |
| Adnotare     | Însemnătate                                            |
| P            | Pole position                                          |
| R            | Cel mai rapid tur                                      |
| *            | Nu a terminat, dar a parcurs mai mult de 90% din cursă |

Note:
- Pozițiile sunt sortate după cel mai bun rezultat, rândurile nefiind legate de piloți. În caz de egalitate de puncte, cele mai bune poziții obținute au determinat rezultatul.

## Recorduri
| Loc | Pilot           | Nr. |
| --- | --------------- | --- |
| 1   | Lewis Hamilton  | 11  |
| 2   | Valtteri Bottas | 2   |
| 3   | Max Verstappen  | 2   |
| 4   | Pierre Gasly    | 1   |
| 5   | Sergio Pérez    | 1   |

| Loc | Pilot           | Nr. |
| --- | --------------- | --- |
| 1   | Lewis Hamilton  | 10  |
| 2   | Valtteri Bottas | 5   |
| 3   | Lance Stroll    | 1   |
| 3   | Max Verstappen  | 1   |

| Loc | Pilot            | Nr. |
| --- | ---------------- | --- |
| 1   | Lewis Hamilton   | 6   |
| 2   | Max Verstappen   | 3   |
| 3   | Valtteri Bottas  | 2   |
| 3   | Lando Norris     | 2   |
| 3   | Daniel Ricciardo | 2   |
| 6   | Carlos Sainz Jr. | 1   |
| 6   | George Russell   | 1   |

| Loc | Pilot              | Nr. |
| --- | ------------------ | --- |
| 1   | Kevin Magnussen    | 7   |
| 2   | Lance Stroll       | 5   |
| 3   | Max Verstappen     | 4   |
| 3   | Esteban Ocon       | 4   |
| 3   | George Russell     | 4   |
| 6   | Charles Leclerc    | 3   |
| 6   | Pierre Gasly       | 3   |
| 6   | Antonio Giovinazzi | 3   |
| 6   | Romain Grosjean    | 3   |
| 10  | Sebastian Vettel   | 2   |
| 10  | Carlos Sainz Jr.   | 2   |
| 10  | Alexander Albon    | 2   |
| 10  | Nicholas Latifi    | 2   |
| 10  | Sergio Pérez       | 2   |
| 15  | Daniel Ricciardo   | 1   |
| 15  | Daniil Kveat       | 1   |
| 15  | Kimi Räikkönen     | 1   |
| 15  | Valtteri Bottas    | 1   |
| 15  | Lando Norris       | 1   |

## Premii

### Cele Mai Rapide Opriri la Boxe (2020 DHL Fastest Pit Stop Award)
O oprire la boxe de Formula 1 este mult mai mult decât oprirea, schimbarea anvelopelor și accelerarea. Sunt necesare o precizie absolută, o muncă perfectă în echipă și decizii de fracțiune de secundă pentru o oprire lină la boxe. Pit-stop-urile sunt probabil cele mai vizuale dovezi ale motivului pentru care cursele de Formula 1 sunt un sport de echipă. Premiul DHL Fastest Pit Stop a fost înființat în 2015 pentru a recunoaște munca în echipă și performanțele remarcabile ale „eroilor necunoscuți” care aduc o contribuție importantă la succesul piloților pe pistă.
| Etapa  | Marele Premiu                             | Echipa (pilotul)        | Timp  |
| ------ | ----------------------------------------- | ----------------------- | ----- |
| 1      | Marele Premiu al Austriei                 | Red Bull (Albon)        | 2.10s |
| 2      | Marele Premiu al Stiriei                  | Red Bull (Verstappen)   | 1.95s |
| 3      | Marele Premiu al Ungariei                 | Red Bull (Verstappen)   | 2.04s |
| 4      | Marele Premiu al Marii Britanii           | Red Bull (Verstappen)   | 2.18s |
| 5      | Marele Premiu al Aniversării de 70 de ani | Red Bull (Albon)        | 2.03s |
| 6      | Marele Premiu al Spaniei                  | Red Bull (Verstappen)   | 1.90s |
| 7      | Marele Premiu al Belgiei                  | Williams (Latifi)       | 2.37s |
| 8      | Marele Premiu al Italiei                  | Alfa Romeo (Giovinazzi) | 2.43s |
| 9      | Marele Premiu al Toscanei                 | Red Bull (Albon)        | 2.02s |
| 10     | Marele Premiu al Rusiei                   | Red Bull (Verstappen)   | 1.86s |
| 11     | Marele Premiu de la Eifel                 | Red Bull (Verstappen)   | 1.92s |
| 12     | Marele Premiu al Portugaliei              | Red Bull (Albon)        | 1.86s |
| 13     | Marele Premiu al Emiliei-Romagna          | Red Bull (Albon)        | 1.93s |
| 14     | Marele Premiu al Turciei                  | Red Bull (Verstappen)   | 2.03s |
| 15     | Marele Premiu al Bahrainului              | Red Bull (Albon)        | 2.16s |
| 16     | Marele Premiu al Sakhirului               | Red Bull (Albon)        | 1.90s |
| 17     | Marele Premiu de la Abu Dhabi             | Red Bull (Verstappen)   | 2.36s |
| Sursa: |                                           |                         |       |

### Cel Mai Rapid Tur (2020 DHL Fastest Lap Award)
| Etapa  | Marele Premiu                             | Pilotul (echipa)           | Timp                |
| ------ | ----------------------------------------- | -------------------------- | ------------------- |
| 1      | Marele Premiu al Austriei                 | Lando Norris (McLaren)     | 1:07.475 (Turul 71) |
| 2      | Marele Premiu al Stiriei                  | Carlos Sainz Jr. (McLaren) | 1:05.619 (Turul 68) |
| 3      | Marele Premiu al Ungariei                 | Lewis Hamilton (Mercedes)  | 1:16.627 (Turul 70) |
| 4      | Marele Premiu al Marii Britanii           | Max Verstappen (Red Bull)  | 1:27.097 (Turul 52) |
| 5      | Marele Premiu al Aniversării de 70 de ani | Lewis Hamilton (Mercedes)  | 1:28.451 (Turul 43) |
| 6      | Marele Premiu al Spaniei                  | Valtteri Bottas (Mercedes) | 1:18.183 (Turul 66) |
| 7      | Marele Premiu al Belgiei                  | Daniel Ricciardo (Renault) | 1:47.483 (Turul 44) |
| 8      | Marele Premiu al Italiei                  | Lewis Hamilton (Mercedes)  | 1:22.746 (Turul 34) |
| 9      | Marele Premiu al Toscanei                 | Lewis Hamilton (Mercedes)  | 1:18.833 (Turul 58) |
| 10     | Marele Premiu al Rusiei                   | Valtteri Bottas (Mercedes) | 1:37.030 (Turul 51) |
| 11     | Marele Premiu de la Eifel                 | Max Verstappen (Red Bull)  | 1:28.139 (Turul 60) |
| 12     | Marele Premiu al Portugaliei              | Lewis Hamilton (Mercedes)  | 1:18.750 (Turul 63) |
| 13     | Marele Premiu al Emiliei-Romagna          | Lewis Hamilton (Mercedes)  | 1:15.484 (Turul 63) |
| 14     | Marele Premiu al Turciei                  | Lando Norris (McLaren)     | 1:36.806 (Turul 58) |
| 15     | Marele Premiu al Bahrainului              | Max Verstappen (Red Bull)  | 1:32.014 (Turul 48) |
| 16     | Marele Premiu al Sakhirului               | George Russell (Mercedes)  | 55.404 (Turul 80)   |
| 17     | Marele Premiu de la Abu Dhabi             | Daniel Ricciardo (Renault) | 1:40.926 (Turul 55) |
| Sursa: |                                           |                            |                     |

### Pilotul Zilei (Driver of the Day 2020)
Introdus în 2016, premiul pentru Pilotul Zilei este votat de fani în timpul fiecărui Mare Premiu și anunțat la sfârșitul cursei.
| Etapa  | Marele Premiu                             | Pilotul          |
| ------ | ----------------------------------------- | ---------------- |
| 1      | Marele Premiu al Austriei                 | Alexander Albon  |
| 2      | Marele Premiu al Stiriei                  | Sergio Pérez     |
| 3      | Marele Premiu al Ungariei                 | Max Verstappen   |
| 4      | Marele Premiu al Marii Britanii           | Lewis Hamilton   |
| 5      | Marele Premiu al Aniversării de 70 de ani | Max Verstappen   |
| 6      | Marele Premiu al Spaniei                  | Sebastian Vettel |
| 7      | Marele Premiu al Belgiei                  | Pierre Gasly     |
| 8      | Marele Premiu al Italiei                  | Pierre Gasly     |
| 9      | Marele Premiu al Toscanei                 | Daniel Ricciardo |
| 10     | Marele Premiu al Rusiei                   | Max Verstappen   |
| 11     | Marele Premiu de la Eifel                 | Nico Hülkenberg  |
| 12     | Marele Premiu al Portugaliei              | Sergio Pérez     |
| 13     | Marele Premiu al Emiliei-Romagna          | Kimi Räikkönen   |
| 14     | Marele Premiu al Turciei                  | Sebastian Vettel |
| 15     | Marele Premiu al Bahrainului              | Romain Grosjean  |
| 16     | Marele Premiu al Sakhirului               | George Russell   |
| 17     | Marele Premiu de la Abu Dhabi             | Max Verstappen   |
| Sursa: |                                           |                  |